# 이란의 세계유산

이란의 세계유산은 세계유산의 등재 조건을 충족하여 유네스코에서 지정한 이란의 세계유산이다. 이란은 24건의 문화유산과 2건의 자연유산을 보유하고 있다.

## 목록

### 문화유산
| No. | 사진 | 등록명                                                                | 소재지                                                              | 등록년도 | 등록기준               | 유네스코 지정번호 | 비고 |
| 1   |      | 초가 잔빌                                                             | 후제스탄주                                                          | 1979년   | (ⅲ), (ⅳ)               | 113               |      |
| 2   |      | 페르세폴리스                                                          | 파르스주                                                            | 1979년   | (ⅰ), (ⅲ), (ⅳ)          | 114               |      |
| 3   |      | 이스파한의 이맘 광장                                                  | 이스파한주 이스파한                                                 | 1979년   | (ⅰ), (ⅴ), (ⅵ)          | 115               |      |
| 4   |      | 타흐트 술레이만                                                       | 서아제르바이잔주                                                    | 2003년   | (ⅰ), (ⅱ), (ⅲ) (ⅳ), (ⅵ) | 1077              |      |
| 5   |      | 파사르가다에                                                          | 파르스주                                                            | 2004년   | (ⅰ), (ⅱ) (ⅲ), (ⅳ)      | 1106              |      |
| 6   |      | 밤 지역 문화경관                                                      | 케르만주                                                            | 2004년   | (ⅱ), (ⅲ) (ⅳ), (ⅴ)      | 1208              |      |
| 7   |      | 술타니야                                                              | 잔잔주                                                              | 2005년   | (ⅱ), (ⅲ), (ⅳ)          | 1188              |      |
| 8   |      | 비수툰                                                                | 케르만샤주                                                          | 2006년   | (ⅱ), (ⅲ)               | 1222              |      |
| 9   |      | 이란 아르메니아 교회 수도원 유적                                      | 서아제르바이잔주                                                    | 2008년   | (ⅱ), (ⅲ), (ⅵ)          | 1262              |      |
| 10  |      | 슈슈타르 관개시설                                                     | 후제스탄주                                                          | 2009년   | (ⅰ), (ⅱ), (ⅴ)          | 1315              |      |
| 11  |      | 아르다빌의 셰이흐 사피 알딘 영묘 유적군                               | 아르다빌주                                                          | 2010년   | (ⅰ), (ⅱ), (ⅳ)          | 1345              |      |
| 12  |      | 타브리즈 역사 지구                                                    | 동아제르바이잔주                                                    | 2010년   | (ⅱ), (ⅲ), (ⅳ)          | 1346              |      |
| 13  |      | 페르시아 정원                                                         | 파르스주 케르만주 호라산에라자비주 야즈드주 마잔다란주 이스파한주   | 2011년   | (ⅰ), (ⅱ), (ⅲ) (ⅳ), (ⅵ) | 1372              |      |
| 14  |      | 이스파한 자메 모스크                                                  | 이스파한주                                                          | 2012년   | (ⅱ)                    | 1397              |      |
| 15  |      | 곤바데 카부스                                                         | 골레스탄주 곤바데카부스                                             | 2012년   | (ⅰ), (ⅱ) (ⅲ), (ⅳ)      | 1398              |      |
| 16  |      | 골레스탄 궁전                                                         | 테헤란                                                              | 2013년   | (ⅱ), (ⅲ), (ⅳ)          | 1422              |      |
| 17  |      | 샤르이 쇼흐타                                                         | 시스탄오발루체스탄주                                                | 2014년   | (ⅱ), (ⅲ), (ⅳ)          | 1456              |      |
| 18  |      | 메이만드의 문화 경관                                                  | 케르만주                                                            | 2015년   | (ⅴ)                    | 1423              |      |
| 19  |      | 수사                                                                  | 후제스탄주                                                          | 2015년   | (ⅰ), (ⅱ) (ⅲ), (ⅳ)      | 1455              |      |
| 20  |      | 페르시아의 카나트                                                     | 호라산에라자비주 남호라산주 야즈드주 케르만주 마르카지주 이스파한주 | 2016년   | (ⅲ), (ⅳ)               | 1506              |      |
| 21  |      | 야즈드 역사 도시                                                      | 야즈드주 야즈드                                                     | 2017년   | (ⅲ), (ⅴ)               | 1544              |      |
| 22  |      | 파르스주의 고대 사산 도시 유적군 (비샵푸르, 피로우자바드, 사르베스탄) | 파르스주                                                            | 2018년   | (ⅱ), (ⅳ)               | 1568              |      |
| 23  |      | 이란 종단 철도                                                        | 마잔다란주 테헤란주 후제스탄주                                      | 2021년   | (ⅱ), (ⅳ)               | 1585              |      |
| 24  |      | 하우라만/우라마나트 문화 경관                                         | 코르데스탄주                                                        | 2021년   | (ⅲ), (ⅴ)               | 1647              |      |

### 자연유산
| No. | 사진 | 등록명               | 소재지                        | 등록년도 | 등록기준 | 유네스코 지정번호 | 비고 |
| 1   |      | 루트 사막            | 케르만주 시스탄오발루체스탄주 | 2016년   | (ⅶ), (ⅷ) | 1505              |      |
| 2   |      | 히르카니아 지역의 숲 | 골레스탄주 마잔다란주 길란주  | 2019년   | (ⅸ)      | 1584              |      |